# Towarzystwo Gimnastyczne „Sokół” w Piekarach Śląskich
Towarzystwo Gimnastyczne „Sokół” w Piekarach Śląskich – lokalne gniazdo Polskiego Towarzystwa Gimnastycznego „Sokół” utworzone w 1905 roku w Piekarach Śląskich i podporządkowane organizacyjnie Dzielnicy Śląskiej Polskiego Towarzystwa Gimnastycznego „Sokół”. 

## Historia
Gniazdo Sokoła w Piekarach Śląskich zawiązało się w 1905 roku. Zostało ono wkrótce rozwiązane odgórną urzędową decyzją władz niemieckich. Ponownie wznowiło działalność 16 maja 1909 i liczyło początkowo 35 członków. Jego prezesem został w tym roku Andrzej Świder, a naczelnikiem Karol Kupiec. Towarzystwo, jako jedno z nielicznych polskich towarzystw w mieście, w 1912 r. założyło bibliotekę i dysponowało własnym księgozbiorem.  W 1910 prezesem był urodzony w Piekarach Śląskich Wiktor Polak, a w 1914 naczelnikiem został Józef Kałdonek. Tego samego roku ponownie organizacja stała się obiektem niemieckich represji. 28 maja 1914 roku na uroczystość poświęcenia sztandaru organizacji wkroczyła niemiecka policja rekwirując go i rozwiązując działalność po raz drugi. 
W 1918 wznowiono po raz drugi działalność Sokoła w mieście. W tym roku w organizacji było 112 druhów, 28 druhen oraz 20 młodzieży, a prezesem organizacji był Jan Ludyga, naczelnikiem Feliks Wróbel. W 1920 roku organizacja liczyła na terenie miasta 140 członków. W 1936 prezesem organizacji był Piotr Siwy, sekretarzem Wendelin Kopczyński, a skarbnikiem Leopold Ludyga 